# Denis Diderot
Denis Diderot, född 5 oktober 1713 i Langres, död 31 juli 1784 i Paris, var en fransk författare och upplysningsfilosof. Han var redaktör för den stora franska Encyklopedin. Université Paris-Diderot är senare uppkallat efter honom.

## Biografi
Diderots fader var knivsmed. Diderot tänktes dock först bli präst och uppfostrades från åtta års ålder hos stadens jesuiter. Han tonsurerades vid tolv års ålder. Därefter genomgick han College d'Harcourt i Paris, och eftersom han under den tiden tappade lusten att bli präst anställdes han hos en prokurator för att utbildas till jurist. Men Diderot sysslade mera med klassiska språk, matematik och naturvetenskap än med juridiken och hans far tog sin hand ifrån honom. Diderot var därefter hänvisad åt sig själv. I tio år ägnade han sig åt akademiska och fria studier, delvis vid universitetet i Paris, där han studerade filosofi och teologi. Han fördjupade sig i de engelska filosofer och författare, som han senare skulle tolka för sina landsmän: Francis Bacon, John Locke med flera. 
Han livnärde sig genom undervisning och underordnat arbete för förläggarna. År 1743 gifte han sig med linnesömmerskan Anne-Toinette Champion. När han ingått äktenskap och senare fått en son och en dotter blev han tvungen till en omfattande produktion för att försörja sin familj. Från och med 1745 befann han sig i full verksamhet och gav ut det ena originella och banbrytande arbetet efter det andra, med början med Essai sur le mérite et sur la vertu (1745).
Hans hustru hade inte samma bildning som han själv, och hans kärlek till henne varade inte länge. Under en resa som han företog för att försona sig med fadern inledde han ett förhållande med författaren madame de Puisieux som kom att vara i fyra år, men som bröts genom hennes otrohet. Han hade senare ett förhållande med Sophie Volland, en bildad och intelligent kvinna. Hon dog 1783, några månader före honom, och han var henne trogen intill döden. De brev som han skrev till henne (1759–1774) utgör en ytterst viktig och intressant källa såväl för Diderots eget liv som för hela tidsålderns andliga historia. 
1748 knöts Diderot jämte Jean d'Alembert till utgivandet av den stora encyklopedin. Denna började utkomma 1751. Trots alla myndigheternas trakasserier lyckades man avsluta texten 1765. De band som innehöll illustrationerna blev dock färdiga först 1772. Diderot redigerade detta arbete och skrev själv en stor del av artiklarna. Särskilt bemödade han sig om att utarbeta beskrivningarna av olika yrken och maskiner. Hela dagar kunde han vistas i verkstäderna för att lära känna alla teknikens hemligheter så att han kunde beskriva dem i ett klart och sakligt språk. 
Trots den oerhörda arbetsbörda som därigenom vilade på honom under tjugo år skrev han dock samtidigt en mångfald filosofiska, kritiska och rent skönlitterära arbeten. Dessa förskaffade honom inte obetydliga inkomster, men eftersom han var frikostig mot alla och slösaktig hade han ständig brist på pengar. Då han skulle gifta bort sin dotter var han därför tvungen att sälja sitt dyrbara bibliotek. Hans beundrarinna, Katarina II av Ryssland, inköpte det för 15 000 franc på villkor att han under sin livstid behöll det och vårdade det. Som bibliotekarie skulle han dessutom uppbära 1 000 franc om året, och Katarina utbetalade 50 000 franc i förskott. Därmed var Diderot fri från penningbekymmer. 
Allt vad man väntade av honom för denna storartade frikostighet var att han personligen förklarade kejsarinnan sin tacksamhet. Efter många omsvep fann sig Diderot föranlåten att 1773 företa denna resa till Sankt Petersburg. På dit- och återresan stannade han nio månader i Holland, som han beskrev i sin Voyage de Hollande. Han mottogs med stor utmärkelse och förde långa samtal med kejsarinnan i enrum, men hans seder passade inte för hovlivet. Efter ett och ett halvt års frånvaro återvände han 1774 till Paris, där han dog 1784 i den praktfulla våning som kejsarinnan kort dessförinnan låtit iordningställa åt honom. Han ligger begravd i kyrkan Saint-Roch. 
Många av Diderots mest betydande skrifter har utgivits först efter hans död, men han verkade på samtiden inte bara genom sina skrifter utan i ännu högre grad genom sitt personliga umgänge. Han var en varmblodig och lättrörlig natur, blixtrande av idéer. I mångt och mycket förblev han alltid en man av folket, enkel i sina seder, kraftig, stormande i sitt sätt. När han talade i en krets av vänner var han oemotståndlig: den födde ledaren. Han stod alltid till tjänst med litterära råd; skrev och omskrev ofta hela arbeten för dem som vände sig till honom. Likgiltigt vem som gör det, endast det blir väl gjort, var hans valspråk. Hans vänfasthet, som exempelvis vänskapen med Grimm vittnar om, är berömd.

## Författarskap

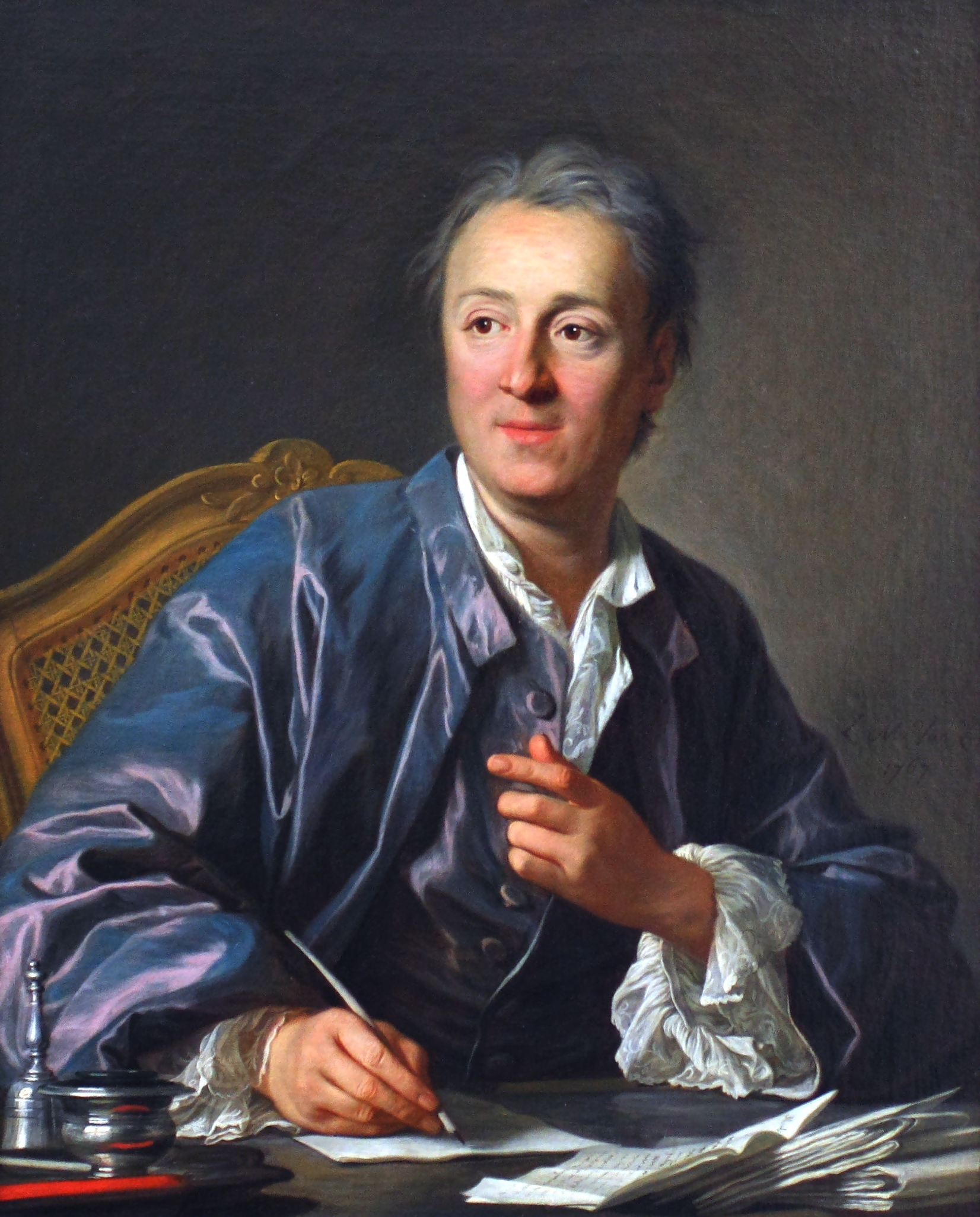
Denis Diderot, oljemålning på duk av Louis-Michel van Loo, 1767.

Diderot är en av 1700-talets mest framstående författare. Hans plats är vid sidan av Voltaire och Rousseau. Liksom dessa var han mycket influerad av engelsk kultur och bidrog i stor utsträckning till att sprida engelska idéer i Frankrike. Hans ställning är mera avancerad än Voltaires och Rousseaus. I mångt och mycket förebådar han realismen och naturalismen under 1800-talets senare hälft. Hans skrifter låter sig indelas i tre grupper: filosofi, skönlitteratur och kritik.
Som filosof var Diderot den ledande i den materialistiska skolan, i den krets av författare som ger sin prägel åt encyklopedin och som därför kallas encyklopedisterna. 
Han var dock ursprungligen teist och omfattade denna ståndpunkt ännu i Essai sur le mérile et sur la vertu (1745). Men redan i Pensées philosophiques (1746, bränd av bödeln) och i Introduction aux grandes principes (1749) har han över Bayle utvecklat sig till deist och angriper kristendomen. 
Under inflytande av tidens experimentella naturvetenskap (Maillet, Haller, Needham, Robinet, Buffon, Linné) gick han dock snart längre. Han förnekade en personlig gud och själens odödlighet samt förfäktade en rent mekanisk världsåskådning. Början till denna omsvängning kan spåras redan i La promenade du sceptique (1747; beslagtagen av polisen, offentliggjord först 1831) samt Lettres sur les aveugles (1749), för vilken han fick tre månaders fängelse i Vincennes, och Lettre sur les sourds et muets (1751), där hans ateism redan bryter klart igenom. I Interpretation de la nature (1753), som Grimm kallade en handbok i det nya tänkesättet, är det avgörande steget taget, och Diderot utvecklar sin mekaniska världsåsikt, som är ett slags atomlära, influerad av Leibniz' monadteori. Alla Diderots följande filosofiska skrifter är endast fortbildningar av de tankar som formulerats där. Intressant sker detta i Entretien entré d'Alembert et Diderot och Le rêve de d'Alembert (1769; men offentliggjorda först 1831). 
Någon systematisk framställning får man inte vänta sig i dessa skrifter. Men han har intuitivt anat många av den följande tidens tankar, till exempel Lamarcks transformism, och hans uppfattning av psykologin och moralen är djärv och banbrytande. Den ledande tanken är överallt att naturen lever sitt liv efter egna lagar utan allt övernaturligt ingripande. 
Även Diderots estetiska produktion står under engelskt inflytande. Han såg sitt ideal i det engelska borgerliga skådespelet och i Sternes och Richardsons romaner. Undantag från denna regel utgör endast hans erotiska berättelse, den allegoriska Les Bijoux indiscrets (1748), skriven i Crébillons anda. Den belgiske surrealistmålaren René Magritte anspelade på denna berättelse när han 1963 benämnde en serie litografier just Les Bijoux indiscrets.
Denis Diderots dramer - L'humanité ou le tableau de l'indigence, Le fils naturel (1756), Le per e de famille (1758; översatt under titeln Herr Orbesson och hans familj, 1807) med flera otryckta - är av lägre kvalitet som dramatik och svulstiga och deklamatoriska, men de var ändå något nytt för sin tid. De spridde det borgerliga dramat överallt i Europa. Lessing översatte honom och förde hans tankar vidare. Diderot var nämligen den som riktade dödsstöten mot den klassiska tragedin, och han förberedde därigenom Lessings uppträdande. Viktigare än hans dramer är de avhandlingar som beledsagar dem, till exempel Entretiens sur le fils naturel (1757) och Dissertations sur le poême dramatique (1758). Diderot förebådar den dramatiska konstform vilken först under 1800-talet nådde sin fulla utveckling i den moderna sedekomedin och tendensdramat med Dumas fils och Ibsen.
Diderot har även skrivit romaner och noveller, vilka genom sin strävan efter verklighet ("naturlighet", som Diderot själv säger) förebådar naturalismen under 1800-talet. Under Richardsons inflytande står tydligt Nunnan (1760; utgiven först 1796), berättelsen om en nunna, som mot sin vilja kvarhålls i klostret; en egendomlig karaktärsstudie utgör Le neveu de Rameau (1760; utgifven först i tysk översättning av Goethe 1806; Herr Rameaus brorson 1825; det franska originalet återfanns först 1821). I många avseenden glänsande är även Jacques le fataliste (tryckt först 1796) i Sternes maner, vilket Diderot emellertid behandlar alltför tungt och med för liten finhet. 
Större berättelser låg inte för Diderot, kanske eftersom han var väl mycket improvisatör för att bekymra sig om kompositionen. Hans mest fulländade berättelser utgöras därför av smärre genremålningar, till exempel Les deux amis de Bourbonne.
Som konstkritiker har han varit högeligen diskuterad. Förnekas kan under alla omständigheter inte att han är grundläggaren av modern konstkritik i Frankrike genom sina Salons, redogörelser för konstakademiens utställningar, författade 1759–1781, men flera publicerade först långt senare. Dessutom besitter han en mästerlig förmåga att åskådligt beskriva ett konstverk, så att läsaren ser det framför sig. Som stilist har han en otrolig lätthet att finna nya och målande uttryckssätt, men han är ofta alltför ordrik och, trots alla strävanden efter natur, i hög grad onaturlig. Kompositionen utgör det svagaste i hans skrifter, infallet deras styrka.
Många av Diderots skrifter har, såsom ovan antytts, återfunnits och utgivits först i senare tider.

## Verk (urval)
- Les bijoux indiscrets (1748)
- Lettres sur les aveugles à l'usage de ceux qui voient (1749)
  - Brev om de blinda till gagn för dem som ser (översättning Tore Wretö, Atlantis, 2002)
- La père de famille (1758)
  - Herr Orbesson och hans familj: drama i 5 akter (översättning Elis Arosén (dvs. Carl Gustaf Nordforss, Stockholm, 1807)
- La religieuse (1760; rev. 1770 och senare)
  -  Nunnan: skuggbilder ur franskt klosterliv omkring 1750-1760. Stockholm: Bonnier. 1925. Libris 6pld32z54526r1ts. https://gupea.ub.gu.se/2077/78503 (översättning David Sprengel)
- Le neveu de Rameau (1763)
  - Rameaus brorson, dialog af Diderot ([anonym] öfversättning efter Göthes tyska bearbetning ..., Stockholm, 1825)
  - Rameaus brorson (översättning Ria Wägner, Tiden, 1951)
  - Rameaus brorson (översättning Jan Stolpe, Tiden, 1992)
- Le rêve de d'Alembert (1769)
  - D'Alemberts dröm (översättning Jan Stolpe, Kungl. Dramatiska teatern, 2001)
- Entretien entre D'Alembert et Diderot (1769)
  - Tre dialoger från upplysningstidevarvets Frankrike (tillsammans med Jean le Rond d'Alembert, inledning och översättning av Gustaf Åman-Nilsson, Tiden, 1942)
- Jacques le fataliste e son maître (1771–1778)
  -  Jakob fatalisten och hans husbonde: landsvägsliv, kärlekshandel och kroganekdoter från mitten och senare hälften av 1700-talet i Frankrike. Stockholm: Bonnier. 1925. Libris cvplzq5m9zfv30vg. https://gupea.ub.gu.se/2077/78388 . Ny uppl. Hägglund, 1992
- Paradoxe sur le comédien (mellan 1770 och 1778)
  - Skådespelaren och hans roll (översättning Teddy Brunius, Prisma, 1963)
- Essais sur la peinture
  - Essäer om måleriet (översättning Yvonne Sandberg, Studentlitteratur, 1971)
- Lettres à Sophie Volland
  - Brev till Sophie Volland (översättning Olof Nordberg, Atlantis, 1988)

Ej identifierad svensk översättning
- Samtal mellan en filosof och en marskalkinna (sammanfattat och öfversatt af Ellen Key, Stockholm, 1898) (Fritänkareförbundets ströskrifter ; 2)

## Utmärkelser
Asteroiden 5351 Diderot är uppkallad efter honom.